# Robin van Kampen
Robin van Kampen (nascut el 14 de novembre de 1994) és un Gran Mestre d'escacs holandès. Amb 14 anys va guanyar el campionat holandès sub-20. Va aconseguir el seu títol de Gran Mestre (GM) als 16 anys, 8 mesos i 17 dies. Van Kampen ha representat els Països Baixos al Campionat d'Europa d'escacs per equips de 2013 i a la 41a i 42a Olimpíada d'escacs.

## Carrera d'escacs
Robin van Kampen va néixer als Països Baixos a la ciutat de Blaricum i es va criar a Bussum. Va començar a jugar als escacs als set anys i a competir en clubs d'escacs als 8 anys.

### Campionat holandès d'escacs juvenil
Robin van Kampen va ser campió holandès juvenil durant quatre anys consecutius: a la categoria sub 12 el 2006, sub 14 el 2007, sub 16 el 2008 i sub 20 el 2009. Aquest domini any rere any de tots els jugadors holandesos de la seva categoria es va veure marcat amb la seva victòria del 2009 igualant el rècord de Jan Timman de 1966 com a campió holandès més jove de la categoria sub 20. Va ser entrenat per Pascal Losekoot dels 8 als 11 anys.

### Assolint el títol de Gran Mestre
Va ser guardonat amb el títol de Mestre FIDE (FM) l'any 2008. El 2009, va assolir la seva primera norma de Mestre Internacional (IM) al Torneig d'Escacs de Batavia, un sistema de tots contra tots a Amsterdam. Van Kampen va aconseguir la seva tercera i última norma IM al Torneig Tancat d'Escacs Atlantis el 2009. L'octubre de 2009, la FIDE li va concedir oficialment el títol de IM, convertint-se així en el IM holandès més jove de la història, distinció que encara conserva.
A finals de 2009, al Festival d'Escacs de Groningen, el recentment IM va jugar un matx de quatre partides amb Timman, perdent per 2,5-1,5 després d'una derrota a l'última ronda i intercanviant victòries a les dues primeres rondes.
El 31 de juliol de 2011 van Kampen va guanyar el Torneig Helmut-Kohls a Dortmund, Alemanya (un torneig tancat de GM), on també va aconseguir la seva última norma de GM. Amb això es va convertir en el jugador d'escacs holandès més jove en aconseguir el títol de GM, amb 16 anys, 8 mesos i 17 dies. Aquest rècord ha estat batut per Jorden van Foreest.

### Resultats en tornejos
El 2010, va debutar al tradicional torneig d'escacs Wijk aan Zee Corus al grup C de Gran Mestres, compartint el 3r-4t lloc amb Daniele Vocaturo. El 2012, va compartir la victòria amb Hrant Melkumian a l'obert FIDE del London Chess Classic.
El 2013, va quedar segon a l'Obert de Reykjavík N1, anotant mig punt per darrere de Li Chao. Aquell any va empatar primer al Festival d'Escacs de Basilea i a l'Open de la Universitat Tècnica de Riga. També va contribuir a la victòria de Guildford a la 4NCL, anotant 8/9.
El 2015, van Kampen va quedar quart al grup Challengers del 77è Tata Steel Chess Tournament a Wijk aan Zee, darrere de Wei Yi, David Navara i Sam Shankland.

### En línia
Kampen emet com un dels Chessbrahs, juntament amb altres GM com Eric Hansen i Aman Hambleton. Edward Winter l'ha assenyalat com una de les millors emissores d'escacs a Internet.